# Barofilia
La barofilia o piezofilia es una característica propia de los organismos cuyo hábitat se caracteriza por una presión muy alta, en particular de aquellos que viven normalmente en el fondo oceánico. Algunas bacterias presentan esta característica. El término fue introducido en 1949 por Claude E. ZoBell (1904-1989) y Frank H. Johnson (1908-1990), y finalmente establecido por ZoBell y Richard Morita en 1957 para los  microorganismos barófilos de los sedimentos en gran profundidad.
Por lo general se encuentran en los niveles del océano, donde la presión  excede 380 atm (38 MPa). Algunos han sido encontrados en el fondo del Océano Pacífico, donde la presión máxima es de aproximadamente 117 MPa. Las altas presiones experimentadas por estos organismos pueden causar que la membrana celular normalmente fluida se convierta en cerosa y relativamente impermeable a los nutrientes. Estos organismos se han adaptado de forma novedosa para convertirse en tolerante de estas presiones con el fin de colonizar hábitats de aguas profundas.

## La población barófila
Principalmente son bacterias, aunque también protistas y otros microorganismos. En general pueden sobrevivir porque la estructuración de su cuerpo es muy débil. No tienen un esqueleto que le ayude a mantener su forma y por ende estos organismos se adaptan a la alta presión.
Un ejemplo son los protistas del grupo Xenophyophorea, se han encontrado en la fosa oceánica más profunda, 10.541 m bajo la superficie. La bacteria "MT 41" fue encontrada a 10 700 metros de profundidad en la Fosa de las Marianas, a una presión de 1.100 atm. Estas bacterias mueren en la superficie a presión ambiente y no se reproducen cuando la presión está por debajo de 380 atmósferas.
Algunos científicos suponen que microorganismos barófilos y termófilos antiquísimos serían el último antepasado común universal de los seres vivos, y la estructura del código genético se formó en estos organismos, en un medio ambiente de hipertermia y alta presión hidrostática. Esta suposición, sin embargo, no tiene consenso entre los científicos, ya que pocas secuencias son conocidos de las organizaciones estructurales de los barófilos.